# Kappa Velorum
Kappa Velorum (κ Vel, κ Velorum) é uma estrela binária na constelação de Vela. Também é tradicionalmente conhecida como Markab, nome que compartilha com a estrela Alfa Pegasi.
Kappa Velorum é uma binária espectroscópica, classificada como uma subgigante branco-azulada da classe B, com uma magnitude aparente de of +2,47. Dista aproximadamente 539 anos-luz da Terra. As duas componentes completam uma órbita a cada 116,65 dias.
A estrela está somente a poucos graus do pólo sul celestial de Marte, e assim poderia ser considerada como a "Estrela do Sul" marciana. Mas, devido à precessão dos equinócios, será a estrela brilhante mais próxima do pólo sul celestial da Terra, por volta de 9000 AD.